# Jordan Peterson
Jordan Bernt Peterson (sinh ngày 12 tháng 6 năm 1962) là một nhà tâm lý học lâm sàng, một triết gia chính trị người Canada và là giáo sư tâm lý học tại Đại học Toronto. Các lĩnh vực nghiên cứu chính của ông là tâm lý học dị thường, tâm lý học xã hội và tâm lý học nhân cách, với mối quan tâm đặc biệt đến tâm lý học tôn giáo và ý thức hệ  và sự xem xét và cải thiện tính cách và hiệu suất công việc.
Peterson có bằng cử nhân khoa học chính trị và tâm lý học từ Đại học Alberta và bằng tiến sĩ. trong tâm lý học lâm sàng từ Đại học McGill. Ông là một nghiên cứu sinh tiến sĩ tại McGill từ năm 1991 đến năm 1993 trước khi chuyển đến Đại học Harvard, nơi ông là trợ lý và sau đó là phó giáo sư trong khoa tâm lý học. Năm 1998, ông chuyển về Canada làm giảng viên khoa tâm lý tại Đại học Toronto, nơi, Tính đến  năm 2019, ông là một giáo sư chính thức.
Cuốn sách đầu tiên của Peterson, Maps of Meaning: The Architecture of Belief (1999), đã xem xét một số lĩnh vực học thuật để mô tả cấu trúc của các hệ thống tín ngưỡng và thần thoại, vai trò của chúng trong việc điều tiết cảm xúc, tạo ra ý nghĩa và một số chủ đề khác như động lực cho việc diệt chủng. Cuốn sách thứ hai của ông, 12 Rules for Life: An Antidote to Chaos, đã được phát hành vào tháng 1 năm 2018.
Năm 2016, Peterson đã phát hành một loạt các video YouTube chỉ trích sự đúng đắn chính trị và đạo luật Bill C-16 của chính phủ Canada, "Một đạo luật nhằm sửa đổi Đạo luật Nhân quyền Canada và Bộ luật Hình sự". Đạo luật đã thêm "biển hiện giới tính và nhận thức giới tính" như một cơ sở để ngăn chặn sự phân biệt đối xử, đạo luật mà Peterson mô tả như là sự mở đường cho cưỡng bức phát biểu vào trong luật pháp, mặc dù các chuyên gia pháp lý đã không đồng ý. Sau đó, ông đã thu hút sự chú ý lớn trên các phương tiện truyền thông, nhận được cả sự ủng hộ và chỉ trích. Peterson được cho là có liên quan tới phong trào "Intellectual Dark Web" cùng với những người suy nghĩ tự do như Sam Harris.

## Quan điểm chính trị
Peterson đã tự mô tả mình là một "người tự do cổ điển Anh", và là một "người theo chủ nghĩa truyền thống". Ông cho rằng ông thường bị nhầm là cánh hữu. Thời báo New York mô tả Peterson là "nghiêng về hướng bảo thủ", trong khi The Washington Post mô tả ông là "bảo thủ".

### Học thuật và sự đúng đắn chính trị
Peterson chỉ trích sự đúng đắn chính trị thông qua các vấn đề như chủ nghĩa hậu hiện đại, chủ nghĩa nữ quyền hậu hiện đại, đặc quyền da trắng, sự tiếp nhận văn hóa và chủ nghĩa môi trường.
Peterson cho rằng các trường đại học là tổ chức chịu trách nhiệm cho sự làn sóng của sự đúng đắn chính trị xuất hiện ở Bắc Mỹ và châu Âu. Theo Peterson, ông quan sát thấy sự nổi lên của đúng đắn chính trị ở các trường đại học vào những năm đầu thập niên 90, và nhận xét rằng nhân loại đã trở nên đồi bại, ít niềm tin vào khoa học, và thay vì "đối thoại bằng trí tuệ, chúng ta đang đối thoại bằng các hệ tư tưởng". Từ kinh nghiệm cá nhân của mình là giáo sư, ông khẳng định rằng các sinh viên học lớp ông là không được giáo dục và nhận thức về sự tàn bạo của chủ nghĩa Stalin và chủ nghĩa Mao, những thứ không nhận được nhiều sự quan tâm như chủ nghĩa phát xít và chủ nghĩa quốc xã. Ông cũng nói rằng "thay vì phấn đấu và khắc ghi những văn hóa đúng đắn, chủ nghĩa tân Mác xít và chủ nghĩa hậu hiện đại đã làm sụp đổ các sinh viên ngày nay, với việc định nghĩa mợi thứ bằng chủ nghĩa tương đối và quyền lực".

### Chủ nghĩa hậu hiện đại và bản sắc chính trị
Peterson phát biểu rằng "các lĩnh vực như phụ nữ học nên bị loại bỏ" và khuyên các sinh viên năm nhất nên tránh các môn học như xã hội học, nhân chủng học, văn học Anh, đạo đức học và chủng tộc học, và cả những lĩnh vực học thuật khác mà theo Peterson đã bị bóp méo bởi chủ nghĩa tân Mác xít. Ông nói rằng những lĩnh vực này, nhân danh học thuật, đã tuyên truyền những phương pháp phản khoa học, quy trình bình duyệt dối trá cho các tạp chí học thuật mà các xuất bản của nó thiếu các trích dẫn, cách hành xử như giáo phái, sự thiết lập các "khu vực an toàn", và các hoạt động của nhóm cánh tả cấp tiến trong sinh viên. Peterson đã đề xuất ra mắt một website sử dụng trí tuệ nhân tạo xác định và đong đếm sự "tư tưởng hóa" trong các môn học này ở các trường đại học phương Tây.
Peterson đã chỉ trích thuật ngữ "đặc quyền da trắng", khẳng định rằng việc "bị gọi với thuật ngữ đặc quyền da trắng, bị gắn mác vào một chủng tộc nào đó và buộc chủng tộc đó hứng chịu hậu quả và đưa ra những tội lỗi giả định, những điều này cần phải bị dừng lại... Đây là phân biệt chủng tộc rất nặng". Liên quan đến bản sắc chính trị, trong khi "nhóm cánh tả trong vai những người bị chèn ép, còn nhóm cánh hữu có xu hướng vào vai những người theo chủ nghĩa dân tộc và tự tôn dân tộc" ông nhận xét rằng họ "nguy hiểm như nhau" và thay vào đó mọi người nên đề cao chủ nghĩa cá nhân và trách nhiệm cá nhân.

## Đời sống cá nhân
Peterson cưới Tammy Roberts vào năm 1989. Cặp đôi có một người con gái và một người con trai.

### Sách
- Peterson, Jordan B. (1999). Maps of Meaning: The Architecture of Belief. Routledge. ISBN 978-0-415-92222-7.
- Peterson, Jordan B. (2018). 12 Rules for Life: An Antidote to Chaos. Penguin Random House. ISBN 978-0-345-81602-3.
- Peterson, Jordan B. (2021). Beyond Order: 12 More Rules for Life. Penguin Random House. ISBN 978-0-735-27833-2.

### Bài báo đáng chú ý
- Peterson J. B.; Rothfleisch J.; Zalazo P.; Pihl R. O. (1990). "Acute alcohol intoxication and cognitive functioning". Journal of Studies on Alcohol. Quyển 51 số 2. tr. 114–122. doi:10.15288/jsa.1990.51.114.
- Pihl R. O.; Peterson J. B.; Finn P. R. (1990). "Inherited Predisposition to Alcoholism: Characteristics of Sons of Male Alcoholics". Journal of Abnormal Psychology. Quyển 99 số 3. tr. 291–301. doi:10.1037/0021-843X.99.3.291.
- Pihl R. O.; Peterson J. B.; Lau M. A. (1993). "A biosocial model of the alcohol-aggression relationship". Journal of Studies on Alcohol, Supplement. Quyển 11 số 11. tr. 128–139. doi:10.15288/jsas.1993.s11.128.
- Stewart S. H.; Peterson J. B.; Pihl R. O. (1995). "Anxiety sensitivity and self-reported alcohol consumption rates in university women". Journal of Anxiety Disorders. Quyển 9 số 4. tr. 283–292. doi:10.1016/0887-6185(95)00009-D.
- Peterson J. B.; Smith K. W.; Carson S. (2002). "Openness and extraversion are associated with reduced latent inhibition: replication and commentary". Personality and Individual Differences. Quyển 33 số 7. tr. 1137–1147. doi:10.1016/S0191-8869(02)00004-1.
- DeYoung C. G.; Peterson J. B.; Higgins D. M. (2002). "Higher-order factors of the Big Five predict conformity: Are there neuroses of health?". Personality and Individual Differences. Quyển 33 số 4. tr. 533–552. CiteSeerX 10.1.1.548.5403. doi:10.1016/S0191-8869(01)00171-4.
- Carson S. H.; Quilty L. C.; Peterson J. B. (2003). "Decreased Latent Inhibition Is Associated With Increased Creative Achievement in High-Functioning Individuals". Journal of Personality and Social Psychology. Quyển 85 số 3. tr. 499–506. doi:10.1037/0022-3514.85.3.499.
- DeYoung C. G.; Peterson J. B.; Higgins D. M. (2005). "Sources of openness/intellect: cognitive and neuropsychological correlates of the fifth factor of personality". Journal of Personality. Quyển 73 số 5. tr. 825–858. CiteSeerX 10.1.1.495.418. doi:10.1111/j.1467-6494.2005.00330.x.
- Carson S. H.; Quilty L. C.; Peterson J. B. (2005). "Reliability, Validity, and Factor Structure of the Creative Achievement Questionnaire". Creativity Research Journal. Quyển 17 số 1. tr. 37–50. doi:10.1207/s15326934crj1701_4.
- Mar R. A.; Oatley K.; Hirsh J. B.; Paz J. D.; Peterson J. B. (2006). "Bookworms versus nerds: Exposure to fiction versus non-fiction, divergent associations with social ability, and the simulation of fictional social worlds". Journal of Research in Personality. Quyển 40 số 5. tr. 694–712. doi:10.1016/j.jrp.2005.08.002.
- DeYoung C. G.; Quilty L. C.; Peterson J. B. (2007). "Between Facets and Domains: 10 Aspects of the Big Five". Journal of Personality and Social Psychology. Quyển 93 số 5. tr. 880–896. doi:10.1037/0022-3514.93.5.880.
- Mar R. A.; Oatley K.; Peterson J. B. (2009). "Exploring the link between reading fiction and empathy: Ruling out individual differences and examining outcomes". The European Journal of Communication Research. Quyển 34 số 4. tr. 407–429. doi:10.1515/COMM.2009.025.
- Hirsh J. B.; DeYoung C. G.; Xu X.; Peterson J. B. (2010). "Compassionate Liberals and Polite Conservatives: Associations of Agreeableness With Political Ideology and Moral Values". Personality and Social Psychology Bulletin. Quyển 95 số 2. tr. 655–664. doi:10.1177/0146167210366854.
- Morisano D.; Hirsh J. B.; Peterson J. B.; Pihl R. O.; Shore B. M. (2010). "Setting, elaborating, and reflecting on personal goals improves academic performance". Journal of Applied Psychology. Quyển 36 số 5. tr. 255–264. doi:10.1037/a0018478.
- Hirsh J. B.; Mar R. A.; Peterson J. B. (2012). "Psychological Entropy: A Framework for Understanding Uncertainty-Related Anxiety". Psychological Review. Quyển 119 số 2. tr. 304–320. doi:10.1037/a0026767.